# Badhni Kalān
Badhni Kalān är en ort i Indien. Den ligger i distriktet Moga och delstaten Punjab, i den norra delen av landet, 290 km nordväst om huvudstaden New Delhi. Badhni Kalān ligger 229 meter över havet och antalet invånare är 6 070.
Terrängen runt Badhni Kalān är mycket platt. Runt Badhni Kalān är det tätbefolkat, med 411 invånare per kvadratkilometer. Närmaste större samhälle är Moga, 18,8 km nordväst om Badhni Kalān. Trakten runt Badhni Kalān består till största delen av jordbruksmark.